# Roman Zobnin
Roman Sergejevitsj Zobnin (Russisch: Роман Сергеевич Зобнин) (Irkoetsk, 11 februari 1994) is een Russisch voetballer die doorgaans uitkomt als middenvelder. In juli 2016 verruilde hij Dinamo Moskou voor Spartak Moskou. Zobnin maakte in 2015 zijn debuut in het Russisch voetbalelftal.

## Clubcarrière
Zobnin speelde in de jeugd van Zvezda Irkoetsk, maar zijn debuut maakte hij voor Akademija Toljatti. Voor die club speelde hij zijn eerste competitiewedstridj op 30 april 2011, toen in eigen huis met 0–1 verloren werd van FK Oefa. De middenvelder begon op de bank, maar na vijfenzestig minuten betrad hij als invaller het veld. In twee seizoenen tijd kwam hij tot drieëntwintig wedstrijden, waarna hij verkaste naar Dinamo Moskou. Voor die club speelde Zobnin voor het eerst op het hoogste niveau. Aan het einde van het seizoen 2015/16, waarin de middenvelder tot negenentwintig wedstrijden was gekomen, degradeerde Dynamo en hierop verkaste Zobnin naar Spartak Moskou, waar hij zijn handtekening zette onder een verbintenis voor de duur van vier seizoenen. Na een jaar verlengde hij zijn contract met een seizoen extra, tot medio 2021. Later kwamen hier nog drie seizoenen bij, waarna in december 2023 zijn verbintenis werd opengebroken en verlengd tot medio 2026.

## Clubstatistieken
| Seizoen | Club               | Competitie   | Competitie | Competitie | Beker | Beker | Internationaal | Internationaal | Totaal | Totaal |
| Seizoen | Club               | Competitie   | Wed.       | Dlp.       | Wed.  | Dlp.  | Wed.           | Dlp.           | Wed.   | Dlp.   |
| ------- | ------------------ | ------------ | ---------- | ---------- | ----- | ----- | -------------- | -------------- | ------ | ------ |
| 2011/12 | Akademija Toljatti | PFL          | 13         | 0          | 0     | 0     | —              | —              | 13     | 0      |
| 2012/13 | Akademija Toljatti | PFL          | 10         | 0          | 0     | 0     | —              | —              | 10     | 0      |
| 2012/13 | Dinamo Moskou      | Premjer-Liga | 0          | 0          | 0     | 0     | —              | —              | 0      | 0      |
| 2013/14 | Dinamo Moskou      | Premjer-Liga | 4          | 0          | 1     | 0     | —              | —              | 5      | 0      |
| 2014/15 | Dinamo Moskou      | Premjer-Liga | 15         | 1          | 0     | 0     | 1              | 0              | 16     | 1      |
| 2015/16 | Dinamo Moskou      | Premjer-Liga | 29         | 1          | 3     | 0     | —              | —              | 32     | 1      |
| 2016/17 | Spartak Moskou     | Premjer-Liga | 29         | 2          | 1     | 0     | 2              | 0              | 32     | 2      |
| 2017/18 | Spartak Moskou     | Premjer-Liga | 14         | 0          | 2     | 0     | 4              | 0              | 20     | 0      |
| 2018/19 | Spartak Moskou     | Premjer-Liga | 26         | 1          | 1     | 0     | 6              | 0              | 33     | 1      |
| 2019/20 | Spartak Moskou     | Premjer-Liga | 25         | 2          | 3     | 0     | 4              | 0              | 32     | 2      |
| 2020/21 | Spartak Moskou     | Premjer-Liga | 28         | 1          | 2     | 1     | —              | —              | 30     | 2      |
| 2021/22 | Spartak Moskou     | Premjer-Liga | 25         | 3          | 2     | 0     | 6              | 0              | 33     | 3      |
| 2022/23 | Spartak Moskou     | Premjer-Liga | 29         | 3          | 12    | 1     | —              | —              | 41     | 4      |
| 2023/24 | Spartak Moskou     | Premjer-Liga | 22         | 2          | 7     | 1     | —              | —              | 29     | 3      |
| 2024/25 | Spartak Moskou     | Premjer-Liga | 16         | 1          | 6     | 1     | —              | —              | 22     | 2      |
| 2025/26 | Spartak Moskou     | Premjer-Liga | 1          | 0          | 0     | 0     | —              | —              | 1      | 0      |
| Totaal  | Totaal             | Totaal       | 286        | 17         | 40    | 4     | 23             | 0              | 349    | 21     |

Bijgewerkt op 22 juli 2025.

## Interlandcarrière
Zobnin maakte in 2015 zijn debuut in het Russisch voetbalelftal. Op 31 maart werd in een oefenduel met 0–0 gelijkgespeeld tegen Kazachstan. De middenvelder mocht van bondscoach Fabio Capello na tweeëntwintig invallen voor Vasili Berezoetski. De andere debutanten dit duel waren Elmir Nabioellin, Roeslan Kambolov, Igor Portnjagin (allen Roebin Kazan), Ivan Novoseltsev (FK Rostov), Denis Davydov (Spartak Moskou) en Dmitri Jefremov (CSKA Moskou). Zobnin werd in mei 2018 door bondscoach Stanislav Tsjertsjesov opgenomen in de selectie van Rusland voor het wereldkampioenschap in eigen land. Rusland haalde de kwartfinale, waarin na strafschoppen verloren werd van Kroatië. In alle vijf wedstrijden van Rusland op het WK speelde Zobnin mee. In juni 2021 maakte hij deel uit van de Russische selectie voor het uitgestelde EK 2020. Op het toernooi werd Rusland uitgeschakeld in de groepsfase na nederlagen tegen België (3–0) en Denemarken (1–4) en een overwinning op Finland (0–1). Zobnin deed in alle drie wedstrijden mee. Zijn toenmalige teamgenoten Aleksandr Sobolev, Georgi Dzjikija (beiden eveneens Rusland), Quincy Promes (Nederland), Alex Král (Tsjechië) en Jordan Larsson (Zweden) waren ook actief op het EK.
| Interlands van Roman Zobnin voor Rusland | Interlands van Roman Zobnin voor Rusland | Interlands van Roman Zobnin voor Rusland | Interlands van Roman Zobnin voor Rusland | Interlands van Roman Zobnin voor Rusland | Interlands van Roman Zobnin voor Rusland |
| №                                        | Datum                                    | Wedstrijd                                | Uitslag                                  | Competitie                               | Goals                                    |
| Als speler bij Dinamo Moskou             | Als speler bij Dinamo Moskou             | Als speler bij Dinamo Moskou             | Als speler bij Dinamo Moskou             | Als speler bij Dinamo Moskou             | Als speler bij Dinamo Moskou             |
| ---------------------------------------- | ---------------------------------------- | ---------------------------------------- | ---------------------------------------- | ---------------------------------------- | ---------------------------------------- |
| 1                                        | 31 maart 2015                            | Rusland – Kazachstan                     | 0 – 0                                    | Vriendschappelijk                        |                                          |
| Als speler bij Spartak Moskou            |                                          |                                          |                                          |                                          |                                          |
| 2                                        | 31 augustus 2016                         | Turkije – Rusland                        | 0 – 0                                    | Vriendschappelijk                        |                                          |
| 3                                        | 6 september 2016                         | Rusland – Ghana                          | 1 – 0                                    | Vriendschappelijk                        |                                          |
| 4                                        | 9 oktober 2016                           | Rusland – Costa Rica                     | 3 – 4                                    | Vriendschappelijk                        |                                          |
| 5                                        | 10 november 2016                         | Qatar – Rusland                          | 2 – 1                                    | Vriendschappelijk                        |                                          |
| 6                                        | 15 november 2016                         | Rusland – Roemenië                       | 1 – 0                                    | Vriendschappelijk                        |                                          |
| 7                                        | 24 maart 2017                            | Rusland – Ivoorkust                      | 0 – 2                                    | Vriendschappelijk                        |                                          |
| 8                                        | 28 maart 2017                            | Rusland – België                         | 3 – 3                                    | Vriendschappelijk                        |                                          |
| 9                                        | 5 juni 2017                              | Hongarije – Rusland                      | 0 – 3                                    | Vriendschappelijk                        |                                          |
| 10                                       | 23 maart 2018                            | Rusland – Brazilië                       | 0 – 3                                    | Vriendschappelijk                        |                                          |
| 11                                       | 30 mei 2018                              | Oostenrijk – Rusland                     | 1 – 0                                    | Vriendschappelijk                        |                                          |
| 12                                       | 5 juni 2018                              | Rusland – Turkije                        | 1 – 1                                    | Vriendschappelijk                        |                                          |
| 13                                       | 14 juni 2018                             | Rusland – Saoedi-Arabië                  | 5 – 0                                    | WK 2018                                  |                                          |
| 14                                       | 19 juni 2018                             | Rusland – Egypte                         | 3 – 1                                    | WK 2018                                  |                                          |
| 15                                       | 25 juni 2018                             | Uruguay – Rusland                        | 3 – 0                                    | WK 2018                                  |                                          |
| 16                                       | 1 juli 2018                              | Spanje – Rusland                         | 1 – 1 (3 – 4 w.n.s.)                     | WK 2018                                  |                                          |
| 17                                       | 7 juli 2018                              | Rusland – Kroatië                        | 2 – 2 (3 – 4 v.n.s.)                     | WK 2018                                  |                                          |
| 18                                       | 7 september 2018                         | Turkije – Rusland                        | 1 – 2                                    | Nations League 2018/19                   |                                          |
| 19                                       | 10 september 2018                        | Rusland – Tsjechië                       | 5 – 1                                    | Vriendschappelijk                        |                                          |
| 20                                       | 11 oktober 2018                          | Rusland – Zweden                         | 0 – 0                                    | Nations League 2018/19                   |                                          |
| 21                                       | 14 oktober 2018                          | Rusland – Turkije                        | 2 – 0                                    | Nations League 2018/19                   |                                          |
| 22                                       | 8 juni 2019                              | Rusland – San Marino                     | 9 – 0                                    | EK 2020 kwalificatie                     |                                          |
| 23                                       | 11 juni 2019                             | Rusland – Cyprus                         | 1 – 0                                    | EK 2020 kwalificatie                     |                                          |
| 24                                       | 6 september 2019                         | Schotland – Rusland                      | 1 – 2                                    | EK 2020 kwalificatie                     |                                          |
| 25                                       | 9 september 2019                         | Rusland – Kazachstan                     | 1 – 0                                    | EK 2020 kwalificatie                     |                                          |
| 26                                       | 16 november 2019                         | Rusland – België                         | 1 – 4                                    | EK 2020 kwalificatie                     |                                          |
| 27                                       | 19 november 2019                         | San Marino – Rusland                     | 0 – 5                                    | EK 2020 kwalificatie                     |                                          |
| 28                                       | 3 september 2020                         | Rusland – Servië                         | 3 – 1                                    | Nations League 2020/21                   |                                          |
| 29                                       | 6 september 2020                         | Hongarije – Rusland                      | 2 – 3                                    | Nations League 2020/21                   |                                          |
| 30                                       | 8 oktober 2020                           | Rusland – Zweden                         | 1 – 2                                    | Vriendschappelijk                        |                                          |
| 31                                       | 11 oktober 2020                          | Rusland – Turkije                        | 1 – 1                                    | Nations League 2020/21                   |                                          |
| 32                                       | 14 oktober 2020                          | Rusland – Hongarije                      | 0 – 0                                    | Nations League 2020/21                   |                                          |
| 33                                       | 15 november 2020                         | Turkije – Rusland                        | 3 – 2                                    | Nations League 2020/21                   |                                          |
| 34                                       | 1 juni 2021                              | Polen – Rusland                          | 1 – 1                                    | Vriendschappelijk                        |                                          |
| 35                                       | 5 juni 2021                              | Rusland – Bulgarije                      | 1 – 0                                    | Vriendschappelijk                        |                                          |
| 36                                       | 12 juni 2021                             | België – Rusland                         | 3 – 0                                    | EK 2020                                  |                                          |
| 37                                       | 16 juni 2021                             | Finland – Rusland                        | 0 – 1                                    | EK 2020                                  |                                          |
| 38                                       | 21 juni 2021                             | Rusland – Denemarken                     | 1 – 4                                    | EK 2020                                  |                                          |
| 39                                       | 7 september 2021                         | Rusland – Malta                          | 2 – 0                                    | WK 2022 kwalificatie                     |                                          |
| 40                                       | 11 november 2021                         | Rusland – Cyprus                         | 6 – 0                                    | WK 2022 kwalificatie                     |                                          |
| 41                                       | 14 november 2021                         | Kroatië – Rusland                        | 1 – 0                                    | WK 2022 kwalificatie                     |                                          |

Bijgewerkt op 22 juli 2025.

## Erelijst
| Premjer-Liga        | 1 | 2016/17 |
| Koebok Rossii       | 1 | 2021/22 |
| Soeperkoebok Rossii | 1 | 2017    |